# Hyperolius tanneri
Hyperolius tanneri es una especie de anfibios de la familia Hyperoliidae.
Es endémica de Tanzania.
Su hábitat natural incluye montanos secos, ríos y pantanos.
Está amenazada de extinción por la pérdida de su hábitat natural.